# نورمان ستيفنسون
نورمان ستيفنسون (بالإنجليزية: Norm Stephenson)‏ هو لاعب كرة قدم أسترالية أسترالي، ولد في 1 مايو 1879، وتوفي في 27 يناير 1936.

## وصلات خارجية
- نورمان ستيفنسون على موقع AustralianFootball.com (الإنجليزية)
- نورمان ستيفنسون على موقع AFLtables.com (الإنجليزية)